# Cryptographis argealis
Cryptographis argealis là một loài bướm đêm trong họ Crambidae.